# Sable (héraldique)
Pour les articles homonymes, voir Sable (homonymie).
Le sable est, en héraldique, un émail de couleur noire,,. En représentation monochrome, il est symbolisé par un quadrillage de hachures horizontales et verticales.
Le substantif masculin, « sable » a probablement été emprunté à l'ancien bas francique, lui-même emprunté au russe соболь (sobol'), désignant la zibeline, dont la fourrure est noire, ou à l'allemand, Zobel, martre noire. Cela désignait initialement sa fourrure noire et brillante. Fourrure est, par ailleurs, un terme d'héraldique.
Pour sa part, Viton de Saint-Allais présente les deux hypothèses les plus répandues sur l'origine du terme sable, en opposant celle des martres zibelines à celle qui le ferait provenir du sable de forge, qui est une terre noire et humide et qui servait aux peintres du Moyen Âge pour fabriquer du noir, thèse à laquelle il adhère.
Le terme continue à être employé couramment dans le nom anglais de plusieurs animaux, dont la zibeline ((en) sable), ou l'hippotrague noir ((en) sable antelope, dans le monde anglo-saxon).

## Exemples d'utilisation
Voici deux exemples d'armoiries utilisant le sable.

Famille de Gand-Vilain.
Famille Halna du Fretay.